# بانوی در آب
بانویی در آب (انگلیسی: Lady in the Water) فیلمی در ژانر معمایی و فانتزی به نویسندگی و کارگردانی ام. نایت شیامالان است که در سال ۲۰۰۶ منتشر شد.

## خلاصهٔ داستان
شبی کلیولند هیپ که بعد از قتل خانواده‌اش سرایدار یک مجتمع آپارتمانی در فیلادلفیا شده، با زنی اسرارآمیز - هم‌چون نیاد - به نام استوری برخورد می‌کند که از دنیای آبی درون استخر ساختمان می‌آید. هیپ به زودی درمیابد که استوری به دنبال نویسنده به آن‌جا آمده. او با بررسی و پرسش از اهالی ساختمان درمیابد که نویسنده، ویک ران، منبع الهام ایده‌ها و دیدگاه‌های رئیس‌جمهور آینده است. ملاقات ران با استوری سبب محو ترس‌ها و تبلور ندای درونی او می‌شود امّا در این هنگام درمیابد که وی بواسطهٔ نظرات بحث برانگیزش کشته خواهد شد. مازاد بر نویسنده و ران و هیپ، حضور استوری، تأثیرات زیادی بر اعضای مجتمع دارد و به هر کدام از اعضا کمک می‌کند تا بر مشکلات‌شان فائق آیند.

## بازیگران
- پل جیاماتی
- برایس دالاس هاوارد
- باب بالابان
- جفری رایت
- ساریتا چودری
- ام. نایت شامالان
- فردی رودریگز
- نوحا گری-کیبی
- بیل اروین
- دیوید اوگدن استایرس
- جرد هریس
- مری بت هرت
- تام ماردیروسیان